# Roos van der Veen
Roos Janine van der Veen (30 oktober 2001) is een Nederlands voetbalspeelster. Ze speelt als verdediger voor Ajax in de Vrouwen Eredivisie.

## Statistieken
| Seizoen | Club          | Land      | Competitie            | Wedstrijden | Doelpunten |
| ------- | ------------- | --------- | --------------------- | ----------- | ---------- |
| 2019/20 | SC Heerenveen | Nederland | Eredivisie            | 11          | 0          |
| 2020/21 | SC Heerenveen | Nederland | Vrouwen Eredivisie    | 18          | 3          |
| 2024/25 | Ajax          | Nederland | 11 Vrouwen Eredivisie | 1           |            |
| Totaal  | Totaal        | Totaal    | Totaal                | 40          | 4          |

Laatste update: 6 juni 2025
1 Van Eijk ·
3 Van der Veen ·
4 Den Turk ·
6 Van de Velde ·
7 Van Egmond ·
8 Spitse  ·
9 Tolhoek ·
12 Van Hensbergen ·
13 Niënhuis ·
15 Kaagman ·
16 Noordman ·
17 Jansen ·
18 Keijzer ·
19 T. Hoekstra ·
20 Yohannes ·
21 Van Gool ·
22 Sabajo ·
23 Keukelaar ·
24 De Klonia ·
25 De Sanders ·
26 Kardinaal ·
27 Buikema ·
31 Van der Wal ·
Coach: De Reus
· Assistent-coach: Luiten